# Přeplňovaný vznětový motor

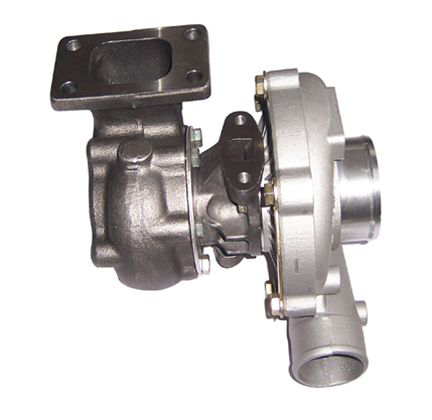
Turbodmychadlo naftového motoru

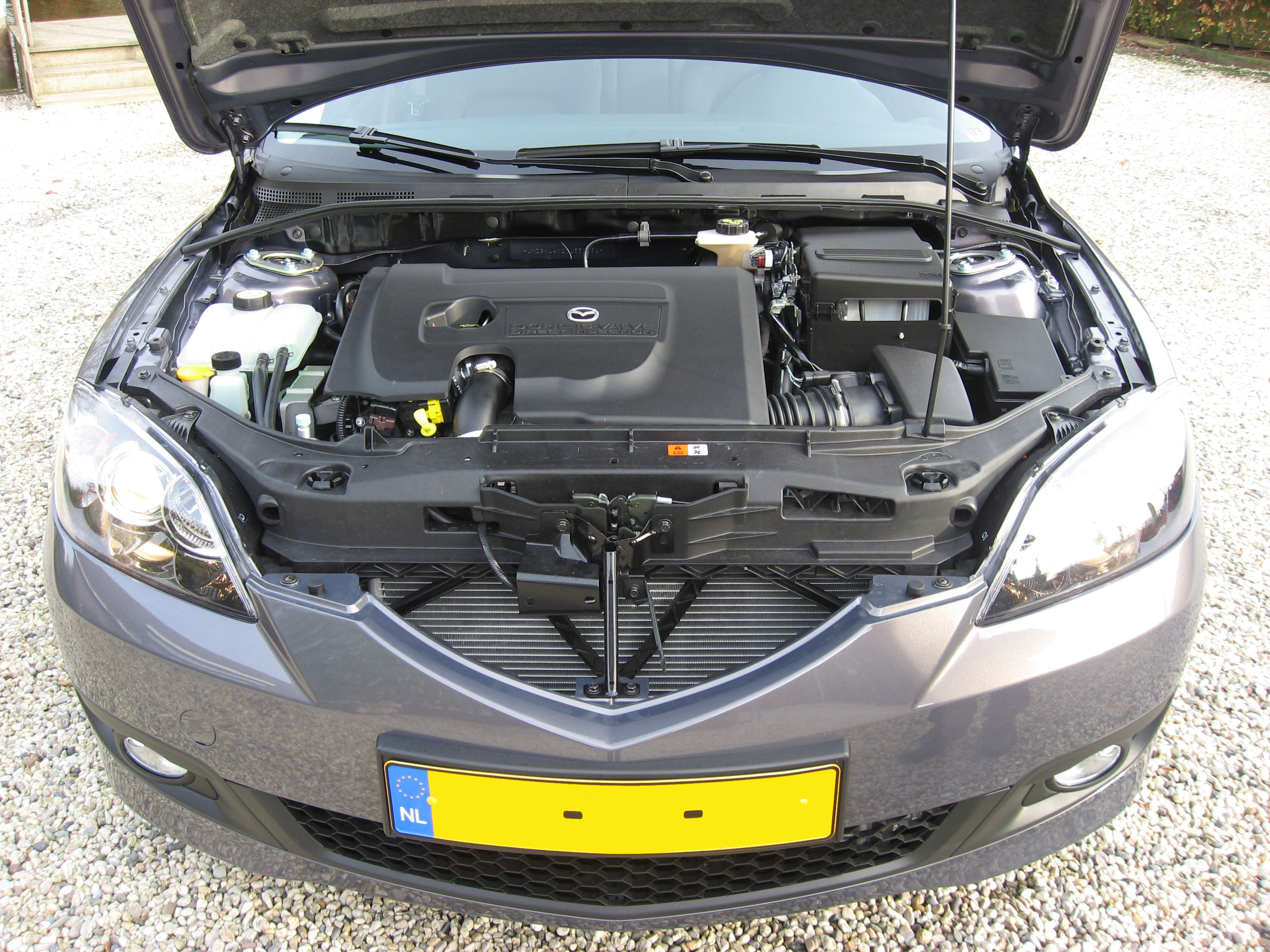
Automobil Mazda 3 s moderním přeplňovaným naftovým motorem o objemu 1,6 litru se systémem common rail, variabilní geometrií turbodmychadla, mezichladičem a rozvodem DOHC

Přeplňovaný vznětový motor, přeplňovaný naftový motor nebo populárně ale nevhodně[zdroj?] i turbodiesel, turbo-diesel či turbo diesel označuje vznětový motor, který je vybaven turbodmychadlem. Přeplňování je v dnešní době běžné v naftových motorech moderních osobních a nákladních automobilů a montuje se hlavně kvůli vyšším výkonům, nižším emisím a lepší účinnosti při zachování stejného zdvihového objemu motoru. Přeplňované naftové motory v automobilech jsou také ekologičtější ve srovnání s atmosférickými naftovými motory.

## Historie
Turbodmychadlo bylo vyvinuto počátkem 20. století švýcarským inženýrem Alfredem Büchim, který byl vedoucím ve vývoji naftových motorů v továrně Gebruder Sulzer ve městě Winterthur. Büchi své turbodmychadlo vyvinul speciálně pro naftový motor. V jeho patentu z roku 1905 se uvádí i to, že turbodmychadlo přináší efektivní zlepšení pro naftové motory, které byly poprvé v silničním provozu použity v roce 1922.